# Prosopis nuda
Prosopis nuda là một loài thực vật có hoa trong họ Đậu. Loài này được Schinini miêu tả khoa học đầu tiên năm 1981.